# Гримо (кантон)
Гримо (фр. Grimaud) — упразднённый кантон на юго-востоке Франции, в регионе Прованс — Альпы — Лазурный Берег (департамент — Вар, округ — Драгиньян).

## Состав кантона
До марта 2015 года включал в себя 5 коммун, площадь кантона — 267,56 км², население — 32 838 человек (2010), плотность населения — 122,73 чел/км².
| Коммуна           | Французское название | Площадь, км² | Население, чел. (2012) | Плотность, чел/км² |
| ----------------- | -------------------- | ------------ | ---------------------- | ------------------ |
| Гримо             | Grimaud              | 44,58        | 4 041                  | 91                 |
| Коголен           | Cogolin              | 27,93        | 11 186                 | 401                |
| Ла-Гард-Френе     | La Garde-Freinet     | 76,64        | 1 810                  | 24                 |
| Ле-План-де-ла-Тур | Le Plan-de-la-Tour   | 36,8         | 2 829                  | 77                 |
| Сент-Максим       | Sainte-Maxime        | 81,61        | 13 736                 | 168                |

29 марта 2015 года кантон официально упразднён согласно директиве от 27 февраля 2014: коммуна Ла-Гард-Френе вошла в состав кантона Ле-Люк, а коммуны Гримо, Коголен, Ле-План-де-ла-Тур и Сент-Максим административно переподчинены вновь созданному кантону Сент-Максим.